# Christian Wetklo
Christian Wetklo (Marl, 1980. január 11. –) német labdarúgó, aki megfordult a Schalke 04 csapatában is.